# Alexander Cooper
Pour les articles homonymes, voir Cooper.
Alexander Cooper, né à Londres le 11 décembre 1609, mort à Stockholm vers 1660, est un miniaturiste anglais issu d'une famille d'artistes peintres. Il est le frère de Samuel Cooper.

## Biographie
Selon Joachim von Sandrart, il fut l'élève de Peter Oliver. Il travailla pour Frédéric V, roi de Bohême, en exil aux Pays-Bas et passa une partie de sa vie en Angleterre.

## Œuvres
- Portrait d'un inconnu, vers 1635, Londres, Victoria & Albert Museum.